# Liocentrum rubripes
Liocentrum rubripes är en insektsart som beskrevs av Bolívar, I. 1906. Liocentrum rubripes ingår i släktet Liocentrum och familjen vårtbitare. Inga underarter finns listade i Catalogue of Life.